# 片山正則
片山 正則（かたやま まさのり、1954年5月16日 - ）は、日本の経営者。いすゞ自動車会長CEOを務めている。山口県出身。

## 経歴・人物
山口県光市生まれ。山口大学教育学部附属光小学校、山口大学教育学部附属光中学校、山口県立光高等学校を経て、1978年に東京大学工学部を卒業し、同年にいすゞ自動車に入社。2007年6月に取締役に就任し、常務、専務を経て、2014年4月に副社長に就任し、翌年6月には社長に昇格。
2020年9月から日本自動車工業会（自工会）副会長に就任。
2023年4月から会長CEO。
2024年1月から自工会会長。トヨタ自動車・日産自動車・本田技研工業（ホンダ）以外並びに商用車メーカー出身の人物が自工会会長に就くのは今回が初めてとなる。